# Neoheterandria
Neoheterandria – rodzaj ryb karpieńcokształtnych z rodziny piękniczkowatych (Poeciliidae).

## Klasyfikacja
Gatunki zaliczane do tego rodzaju:
- Neoheterandria cana
- Neoheterandria elegans
- Neoheterandria tridentiger